# Synale
Synale là một chi bướm ngày thuộc họ Bướm nâu.